# Auberville-la-Campagne
Auberville-la-Campagne ist eine Commune déléguée in der französischen Gemeinde Port-Jérôme-sur-Seine mit 654 Einwohnern  (Stand 1. Januar 2022) im Département Seine-Maritime in der Region Normandie. Die Einwohner werden Aubervillais genannt.
Seit dem 1. Januar 2016 ist die frühere Gemeinde Teil der Commune nouvelle Port-Jérôme-sur-Seine. Zuvor gehörte sie zum Arrondissement Le Havre und zum Kanton Notre-Dame-de-Gravenchon (bis 2015: Kanton Lillebonne).

## Geographie
Auberville-la-Campagne liegt etwa 35 Kilometer ostnordöstlich von Le Havre im Pays de Caux.

## Bevölkerungsentwicklung
| 1962                      | 1968 | 1975 | 1982 | 1990 | 1999 | 2006 | 2013 |
| ------------------------- | ---- | ---- | ---- | ---- | ---- | ---- | ---- |
| 321                       | 301  | 292  | 401  | 531  | 555  | 605  | 654  |
| Quelle: Cassini und INSEE |      |      |      |      |      |      |      |

## Sehenswürdigkeiten
- Kirche Saint-Jean-Baptiste aus dem 13. Jahrhundert
- Reste des früheren Bergfrieds der Burg

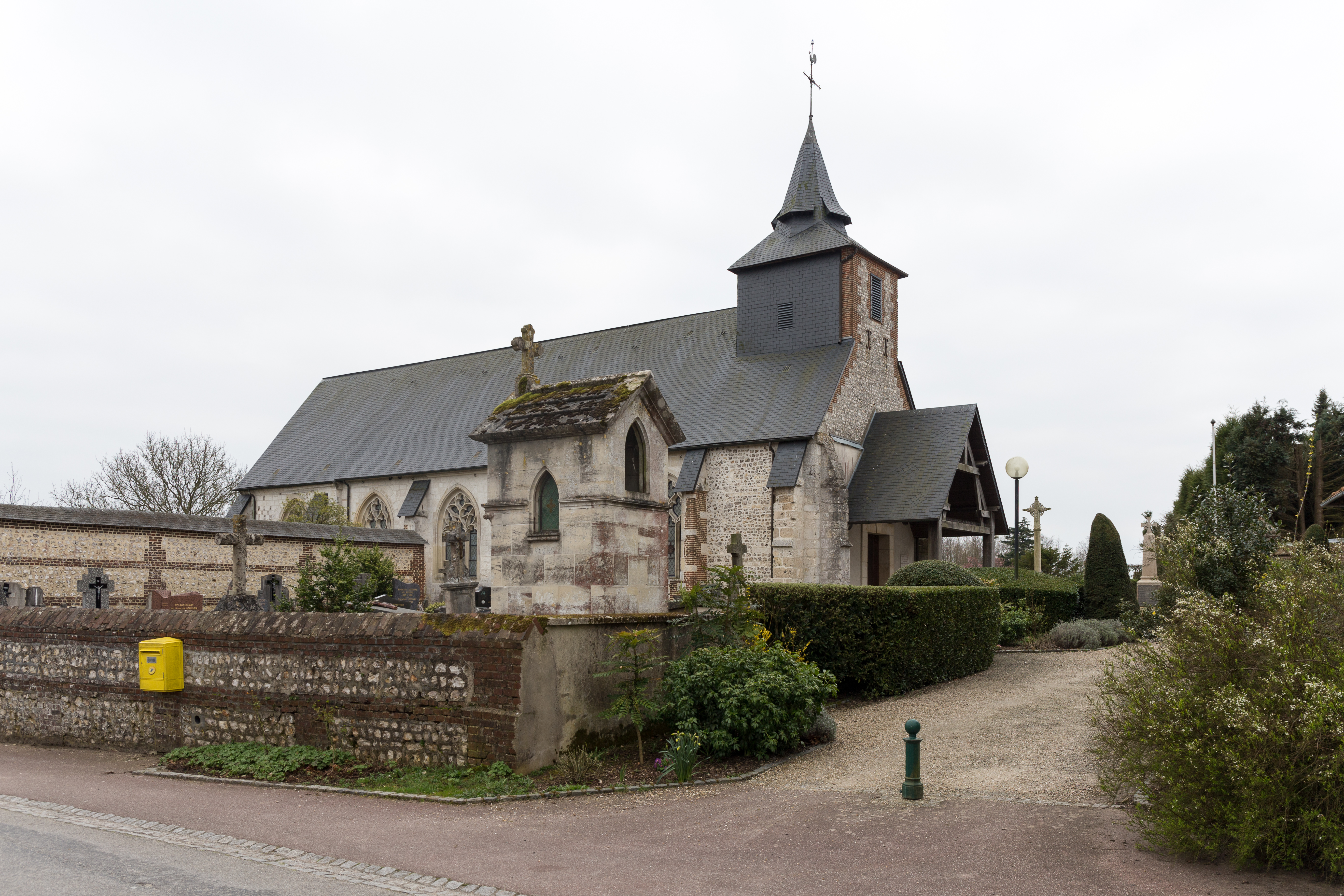
Kirche Saint-Jean-Baptiste

- Schloss Le Carouge